# I Teen Titans Go! Guardano Space Jam
I Teen Titans Go! Guardano Space Jam (Teen Titans Go! See Space Jam)  è un film d'animazione statunitense per la televisione diretto da Peter Rida Michail e basato sulla serie animata Teen Titans Go!.
La pellicola è un crossover tra la serie Teen Titans Go! e il film Space Jam, nonché il secondo crossover della serie dopo Teen Titans Go! Vs. Teen Titans. Il film è uscito negli Stati Uniti il 20 giugno 2021 su Cartoon Network.

## Trama
I Teen Titans ricevono la visita dei Nerdlucks, gli iconici cattivi di Space Jam che hanno cercato di catturare Michael Jordan e i Looney Tunes nel medesimo film del 1996. Stupito nello scoprire che i suoi compagni Titans non hanno mai visto il film in questione, Cyborg organizza un party per vederlo tutti assieme.
Durante la visione i Titans commentano continuamente il film tra fatti reali e battute. I Nerdlucks vengono subito presi in simpatia da tutti ad eccezione di Robin che non si fida di loro. I Nerdlucks sono qui per partecipare a un innocente party o hanno in mente qualcosa di sinistro?

## Personaggi e doppiatori
| Personaggio  | Doppiatore originale | Doppiatore italiano |
| ------------ | -------------------- | ------------------- |
| Bibi         | Greg Cipes           | Gabriele Patriarca  |
| Robin        | Scott Menville       | Alessio De Filippis |
| Cyborg       | Khary Payton         | Luigi Ferraro       |
| Corvina      | Tara Strong          | Monica Bertolotti   |
| Stella Rubia | Hynden Walch         | Ilaria Latini       |
| Bupkus       | John DiMaggio        |                     |
| Nawt         | John DiMaggio        |                     |
| Pound        | Fred Tatasciore      |                     |
| Blanko       | Fred Tatasciore      |                     |
| Bang         | Fred Tatasciore      |                     |

## Edizione italiana
L'edizione italiana del film è stata trasmessa il 25 novembre 2021 su Cartoon Network +1. Il doppiaggio è stato eseguito dalla Studio Emme e diretto da Pierluigi Astore su dialoghi di Irene Caramilionis. A differenza di quanto fatto nell'edizione originale, per le scene di Space Jam non è stato riutilizzato l'audio d'archivio del film. Tali scene sono state invece ridoppiate con un cast parzialmente diverso da quello del film originale, infatti tornano nei loro ruoli solo Roberto Stocchi (Stan Podolak), Marco Mete (Daffy Duck), Roberto Pedicini (Silvestro e Taz), Gerolamo Alchieri (Pepé Le Pew), Monica Bertolotti (La Nonna) e Ilaria Latini (Titti), mentre i doppiatori dei Nerdlucks/Monstars sono stati completamente cambiati.